# メインストリート・エレクトリカルパレード
メインストリート・エレクトリカルパレード (Main Street Electrical Parade) は、世界各国のディズニーパークで公演されていたナイトパレードである。電球や光ファイバー、発光ダイオード等を用いて装飾したフロートに乗った出演者が踊りやパフォーマンスを行いながら進む。

## 公演

### 現在行われている公演
- 東京ディズニーランド (東京ディズニーランド・エレクトリカルパレード・ドリームライツ / 2001年 - 現在)
- ディズニーランド・パリ（ディズニー・エレクトリカル・スカイ・パレード / 2024年）

### 過去に行われた公演
- ディズニーランド（メインストリート・エレクトリカルパレード / 1972年 - 1974年・1977年 - 1982年・1985年 - 1996年・2017年・2019年 ）
- マジック・キングダム（メインストリート・エレクトリカルパレード / 1977年 - 1991年・1999年 - 2001年・2010年 - 2016年）
- 東京ディズニーランド (東京ディズニーランド・エレクトリカルパレード / 1985年 - 1995年)
- ディズニーランド・パリ（メインストリート・エレクトリカルパレード / 1992年 - 2003年）
- ディズニー・カリフォルニア・アドベンチャー（ディズニー・エレクトリカルパレード / 2001年 - 2010年）

## 歴史
メインストリート・エレクトリカルパレードは、ウォルト・ディズニー・カンパニーでイベントプロデューサーを務めたボブ・ジャニ(en)によって制作された。その先駆けになったとも言えるものが、ウォルト・ディズニー・ワールド・リゾート内のセブン・シーズ・ラグーンで行われている『エレクトリカル・ウォーター・ページェント』で、リゾートのオープン直後の1971年10月26日から行われている。そしてメインストリート・エレクトリカルパレードが1972年にアナハイムのディズニーランドにて初めて公演されると、瞬く間に人気を博し、1996年までの24年間という異例のロングランとなった。
1977年のマジック・キングダム公演を皮切りにカリフォルニア以外のディズニーパークでも公演が開始され、1985年に東京ディズニーランドで『東京ディズニーランド・エレクトリカルパレード』として、1992年にディズニーランド・パリ、2001年にディズニー・カリフォルニア・アドベンチャーで『ディズニー・エレクトリカルパレード』として公演が開始された。これらは全て既に終了してしまったが、東京ディズニーランドでは『東京ディズニーランド・エレクトリカルパレード・ドリームライツ』として2001年より再び公演が行われている。またディズニーランドでは、2017年1月20日から8月20日までと2019年8月2日から9月30日までの期間限定で公演が行われていた。
このように世界中のディズニーパークで公演され、さらに1972年のスタート以降の40年以上、常にいずれかのパークでは公演が行われているため、ディズニーパークにおけるパレードの定番とも言える。

## パレード構成
今まで様々なバージョンがある中で、多くのフロートが使われてきた。最も有名なものは、映画『ダンボ』に登場する機関車であるケイシー Jr.がミッキーマウス、ミニーマウス、グーフィーを運ぶものである。多くのフロートは、ディズニー映画やそこに登場するキャラクターを模したものだが例外もあり、カリフォルニア版またはフロリダ版のフィナーレに登場するアメリカの星条旗と鷲のフロートなどがその例である。

### ディズニーランド
| 期間 | 期間 | スポンサー               |
| ---- | ---- | ------------------------ |
| 1972 | 1985 | エナジャイザー           |
| 1985 | 1996 | ゼネラル・エレクトリック |

| セレクション       | 登場キャラクター                                                       | 使用曲 |
| ------------------ | ---------------------------------------------------------------------- | --- |
| ブルー・フェアリー | ブルー・フェアリー 光の騎士                                            | エレクトリック・ファンファーレ - Electric Fanfare バロック・ホウダウン - Baroque Hoedown                                                           |
| タイトル・トレイン | ミッキーマウス ミニーマウス グーフィー ケイシージュニア                | エレクトリック・ファンファーレ - Electric Fanfare バロック・ホウダウン - Baroque Hoedown                                                           |
| ふしぎの国のアリス | アリス                                                                 | ゴールデン・アフタヌーン - All in the Golden Afternoon 不思議の国のアリス - Alice in Wonderland                                                    |
| シンデレラ         | シンデレラ ジャック ガス フェアリー・ゴッドマザー                      | シンデレラ - Cinderella |
| ピーター・パン     | ピーター・パン ジェイムズ・フック ミスター・スミー                     | リーダーにつづけ - Following the Leader きみもとべるよ! - You Can Fly! You Can Fly! You Can Fly! フック船長はエレガント - The Elegant Captain Hook |
| ダンボ             |                                                                        | ケイシー・ジュニア - Casey Junior 闘技士の入場 - Entry of Gladiators                                                                               |
| 白雪姫             | ドック グランピー ハッピー スリーピー バッシュフル スニージー ドーピー | ハイ・ホー - Heigh-Ho イッツ・マイン - It’s Mine                                                                                                   |
| ピノキオ           | ピノキオ                                                               | |
| ピートとドラゴン   | ピート エリオット                                                      | ブー・バップ・ババップ・バップ - Boo Bop BopBop Bop ブラズル・ダズル・デイ - Brazzle Dazzle Day それはむずかしい - It’s Not Easy                   |

### マジックキングダム
| セレクション                 | 登場キャラクター                                                       | 使用曲 |
| ---------------------------- | ---------------------------------------------------------------------- | --- |
| ブルー・フェアリー           | ブルー・フェアリー 光の騎士                                            | エレクトリック・ファンファーレ - Electric Fanfare バロック・ホウダウン - Baroque Hoedown                                                                        |
| タイトル・トレイン           | ミッキーマウス ミニーマウス グーフィー ケイシージュニア                | エレクトリック・ファンファーレ - Electric Fanfare バロック・ホウダウン - Baroque Hoedown                                                                        |
| ふしぎの国のアリス           | アリス                                                                 | ゴールデン・アフタヌーン - All in the Golden Afternoon 不思議の国のアリス - Alice in Wonderland                                                                 |
| シンデレラ                   | シンデレラ ジャック ガス フェアリー・ゴッドマザー                      | シンデレラ - Cinderella |
| ダンボ                       |                                                                        | ケイシー・ジュニア - Casey Junior 闘技士の入場 - Entry of Gladiators                                                                                            |
| 白雪姫                       | ドック グランピー ハッピー スリーピー バッシュフル スニージー ドーピー | ハイ・ホー - Heigh-Ho イッツ・マイン - It’s Mine |
| ピートとドラゴン             | ピート エリオット                                                      | ブー・バップ・ババップ・バップ - Boo Bop BopBop Bop ブラズル・ダズル・デイ - Brazzle Dazzle Day それはむずかしい - It’s Not Easy                                |
| イッツ・ア・スモールワールド |                                                                        | 小さな世界 - It’s a Small World バロック・ホウダウン - Baroque Hoedown エレクトリック・ファンファーレ - Electric Fanfare 光のファンファーレ - Fanfare of Lights |

## 音楽
基本となるテーマソングは『バロック・ホウダウン』。これはもともと、ガーション・キングスレイとジャン＝ジャック・ペリーによるユニット「ペリー&キングスレイ」によって1967年に発表された楽曲である。この曲がエレクトリカルパレードで起用された時、ディズニー社に曲の使用を許可したレコード会社がそのことを2人に伝えていなかったため、現地で大幅にアレンジされた自身の曲を聞いてとても驚いたという。このパレードに採用されるにあたって、当初はジム・クリステンセンとポール・ビーバーによってアレンジされたものが使用されたが、1977年にドン・ドーシーとジャック・ワグナーによる再アレンジが行われ、カリフォルニアでは2009年頃まで使用された。また、2001年に東京で「ドリームライツ」としてリニューアルして復活した際、テーマソングがグレゴリー・スミスによって大幅にアレンジされた。カリフォルニアでも2009年からこのバージョンが使用され、2010年にマジック・キングダムへ移行されてからも使用されている。
また曲中にはディズニーキャラクターそれぞれの音楽のメドレーが展開される。キャラクターが増えると共に演奏時間も増加しており、始めは8分だったのが「ドリームライツ」バージョンでは全部で25分超となった。これは、初期は台詞の無いキャラクターもいたのに対し「ドリームライツ」ではほぼ全てのキャラクターが台詞を持ち、全てのフロートから違う音や台詞が流れるようになっていることなどが影響している。公演される国ごとにパレードの終わり方に違いがあり、アメリカの２パークでは長大な星条旗のフロートとアメリカ民謡のメドレー、パリでは「ピートとドラゴン」（一時東京ディズニーランド版と同じ『イッツ・ア・スモールワールド』でフィナーレの時期もあった。）、東京では『イッツ・ア・スモールワールド』がフィナーレとなる。中でも東京の「ドリームライツ」のフィナーレは15以上ものディズニーキャラクターが登場する壮大なものである。なお、このパレードの構成曲を吹奏楽向けに編曲したものが『ニュー・サウンズ・イン・ブラス』（第20集：1992年）に収録されている。
東京ディズニーランドの「ドリームライツ」ではアンダーライナーがユニットごとに切り替わるという手法が用いられている。

## 日本版サウンドトラック

### 収録曲
1. エレクトリック・ファンファーレ
2. バロック・ホウダウン
3. オール・イン・ザ・ゴールデン・アフタヌーン
4. ジ・アンバースデイ・ソング
5. ふしぎの国のアリス
6. シンデレラ
7. 闘牛士の入場
8. ア・ビット・バブリ
9. ブラズル・タズル・デイ
10. イッツ・ノット・イージー
11. ブー・バップ・ババップ・バップ(アイ・ラヴ・ユー・トゥー)
12. イッツ・ア・スモール・ワールド
13. 口笛をふきながら
14. ミッキーマウス・マーチ
15. ジッパ・ディー・ドゥー・ダー
16. ミッキー・マウス・マーチ